# Помпонеско
Помпонеско (итал. Pomponesco) — коммуна в Италии, располагается в регионе Ломбардия, подчиняется административному центру Мантуя.
Население составляет 1555 человек, плотность населения составляет 130 чел./км². Занимает площадь 12 км². Почтовый индекс — 46030. Телефонный код — 0375.
Покровительницей коммуны почитается святая Фелицата Римская с умученными сродниками, празднование во второе воскресение июля.